# دنیس توارت
دنیس توارت (به انگلیسی: Dennis Tueart) بازیکن فوتبال زادهٔ ۲۷ نوامبر ۱۹۴۹ اهل کشور انگلستان بود که سابقهٔ بازی در تیم ملی فوتبال انگلستان را در کارنامهٔ خود دارد. وی در تاریخ ۱۱ مه ۱۹۷۵ نخستین بازی ملی خود را در مقابل تیم ملی فوتبال قبرس انجام داد و با حضور در ۶ بازی ملی، در تاریخ ۴ ژوئن ۱۹۷۷ واپسین بازی ملی‌اش را در برابر تیم ملی فوتبال اسکاتلند برگزار کرد.
این بازیکن توانسته در بازی‌های ملی، ۲ گل به ثمر برساند.